# Теля

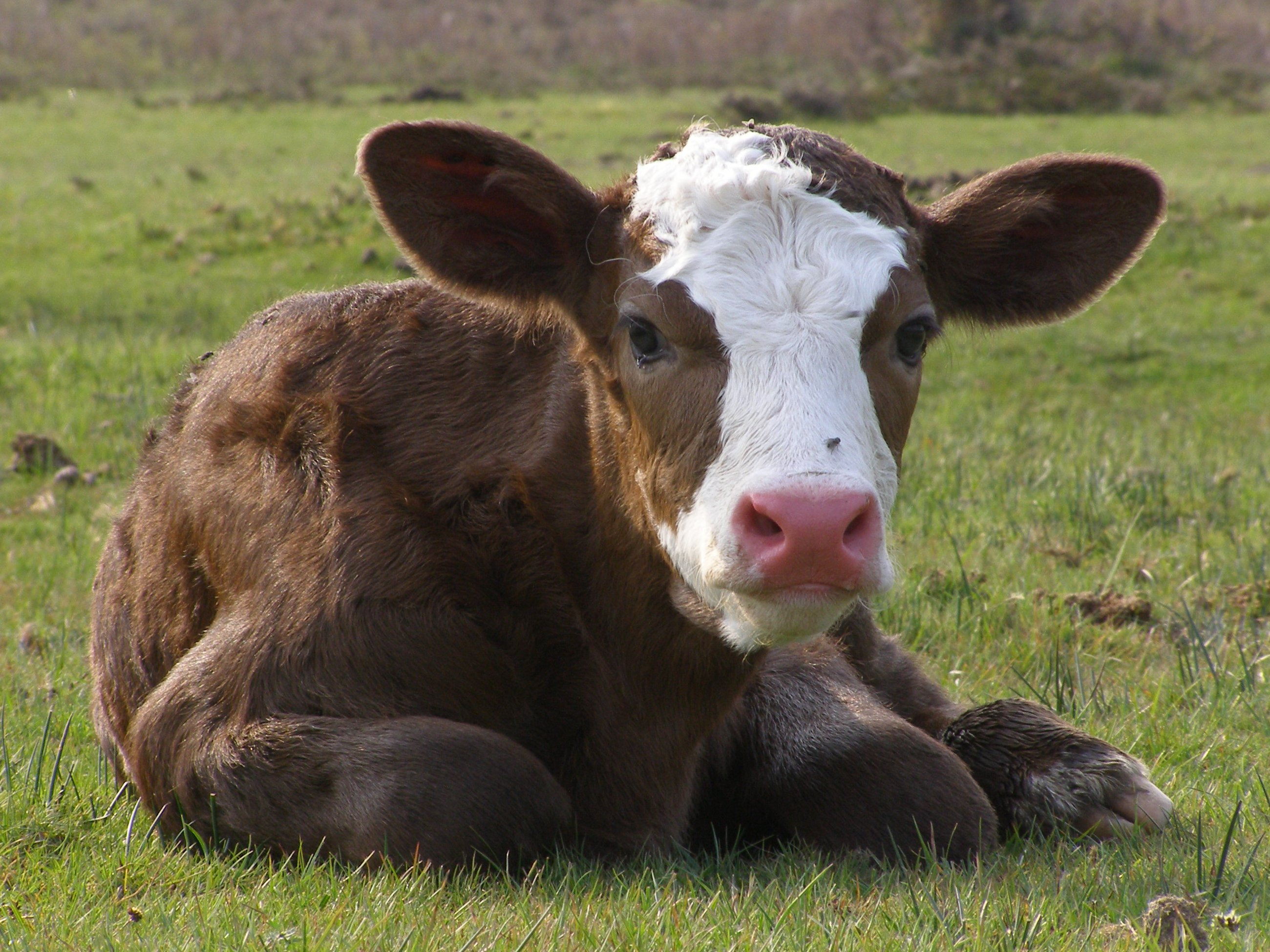
Теля

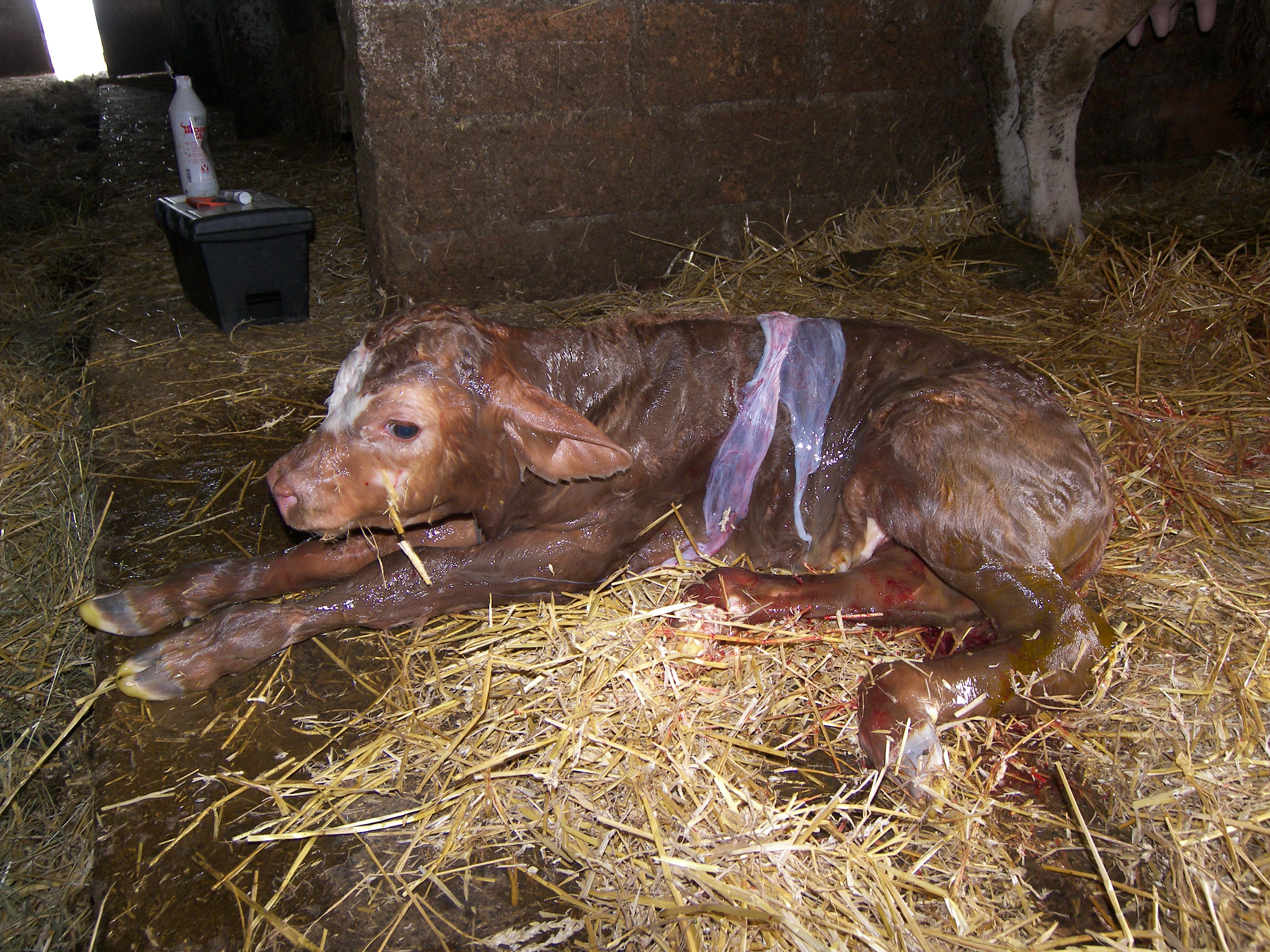
Новонароджене теля

Теля — молода особина низки видів парнокопитних.
Телятами називають молодняк великої рогатої худоби обох статей у віці до одного року. Молодих тварин (у віці до року) деяких диких видів також іноді називають телятами.
Телята можуть бути отримані природним шляхом, або шляхом штучного розведення з використанням штучного запліднення або перенесення ембріона.
Вони зазвичай можуть стояти на ногах через декількох хвилин після народження. Проте, протягом перших кількох днів вони не в змозі легко йти в ногу з іншими членами стада.